# Christian Le Squer
Christian Le Squer, né le 30 septembre 1962 à Plouhinec (Morbihan), est un chef cuisinier français triplement étoilé au Guide Michelin de 2002 à 2013 puis de nouveau depuis 2016.

## Biographie
Christian Le Squer naît le 30 septembre 1962 à Plouhinec. Élevé au bord de la rivière d'Étel, il veut devenir marin, et à 14 ans il embarque sur le chalutier de son oncle durant quinze jours où un marin l'initie à la cuisine. Il hésite un temps entre la cuisine et la pâtisserie mais un stage en boulangerie le décide à opter pour la première. Il intègre une école hôtelière et obtient en 1986 un CAP/BEP de cuisine au lycée professionnel Jean Guéhenno à Vannes.
Après avoir acquis une formation gastronomique dans des maisons parisiennes telles que Le Divellec, Lucas Carton, Taillevent, Le Ritz, Christian Le Squer prend les commandes de la cuisine du Café de la Paix. C’est là qu’il obtient sa première étoile en 1996 à l'âge de 34 ans puis une deuxième en 1998.
En 1999, succédant à Ghislaine Arabian, il reprend le Pavillon Ledoyen situé au bas de l’avenue des Champs Elysées, dans le 8e arrondissement de Paris. En 2000 il confirme ses deux étoiles et en 2002, il est récompensé de la troisième étoile au Guide Michelin. En 2008, il ouvre un nouveau restaurant, l'Etc (pour Épicure traditionnelle cuisine) à Paris, pour lequel il obtient une étoile au guide Michelin l'année suivante. En 2011, Christian Le Squer ouvre le restaurant La Grande Verrière au Jardin d'acclimatation près du bois de Boulogne. En 2013, il entre dans le cercle des chefs récompensés par les « cinq toques » du guide Gault et Millau pour son Restaurant Ledoyen.
Christian Le Squer exerce depuis octobre 2014 au sein du Four Seasons Hotel George V. 
En 2015, il obtient deux étoiles au Guide Michelin.
En 2015, Christian Le Squer entre à nouveau dans le club des chefs récompensés par les « cinq toques » du guide Gault et Millau pour le restaurant « Le Cinq V » au sein du palace Four Seasons Hotel George V. Le guide accole à son nom la note de 19/20. 
Le 1er février 2016, le guide Michelin lui décerne sa 3e étoile pour son restaurant « Le Cinq V »,.

## Décoration

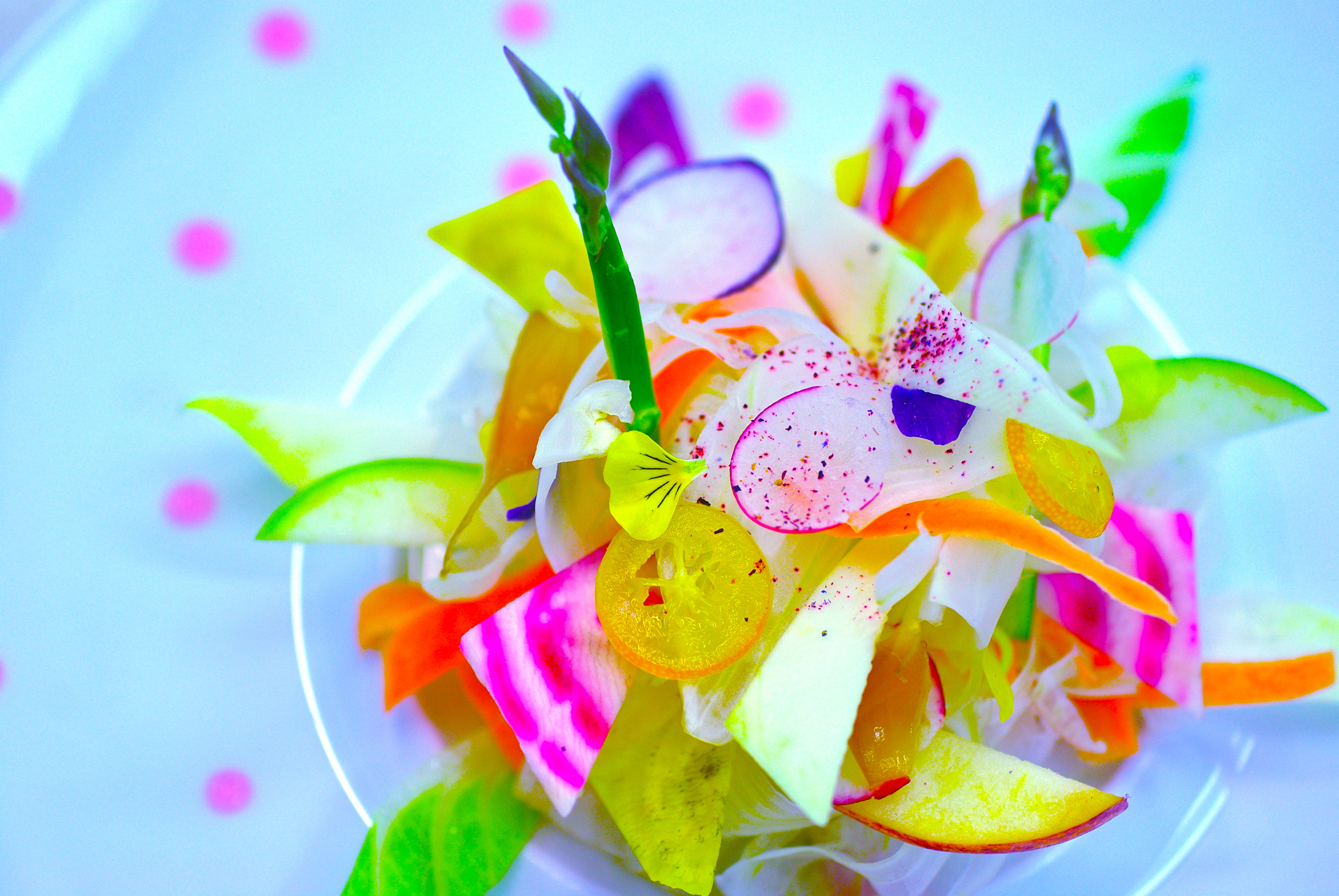
Jardin pétillant de légumes

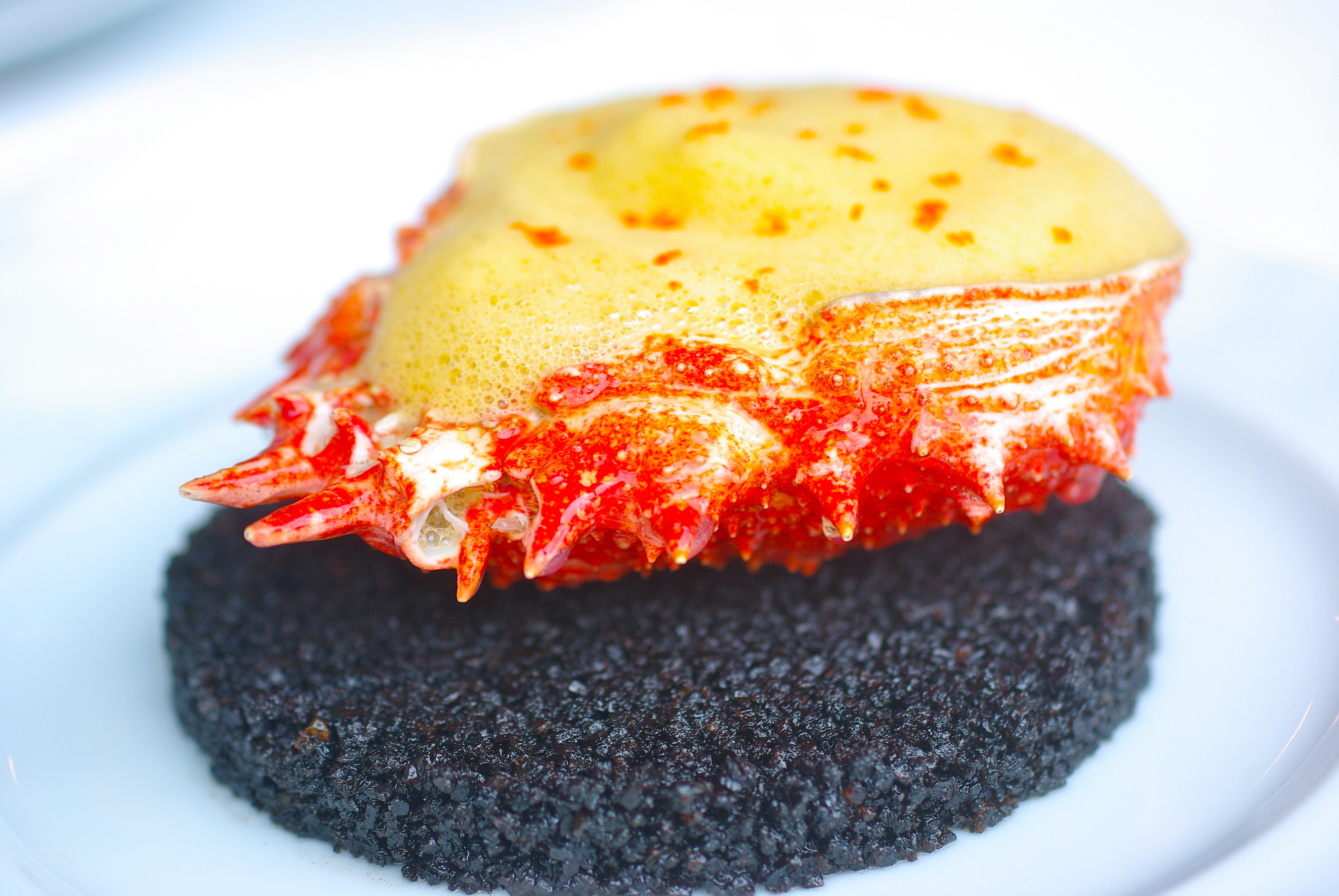
Araignée de mer en coque glacée, jus de presse

- Chevalier de l'ordre du Mérite agricole (2005)[8]